# Derenk

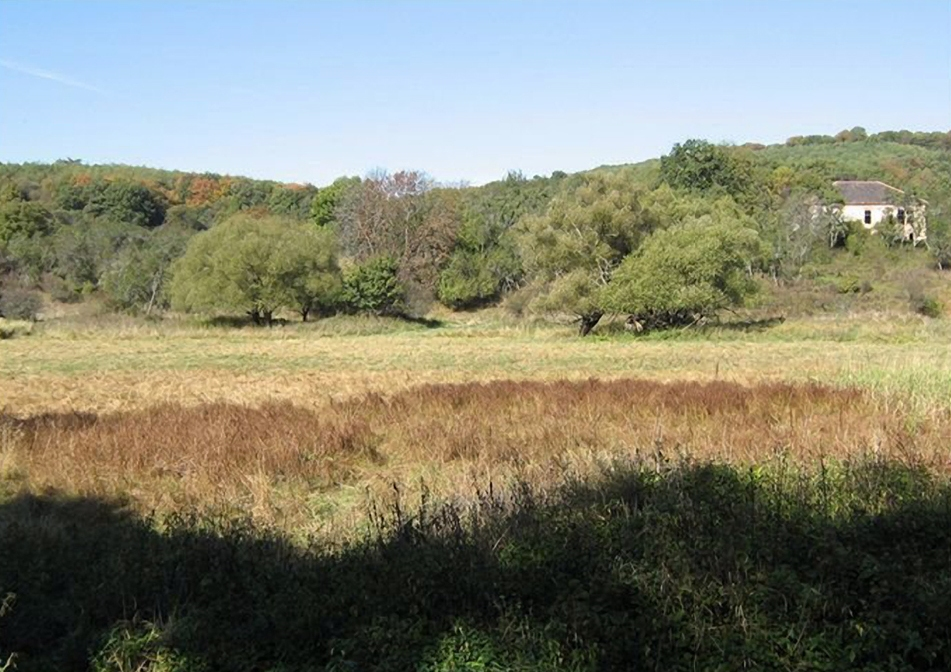
wymarła wieś

Derenk – opuszczona wieś na Węgrzech położone w komitacie Borsod-Abaúj-Zemplén (dawny komitat Abaúj-Torna). Nazwa Derenk pochodzi od słowiańskiego słowa "dereń". Wieś leży w dolinie rzeki Bodva, na wysokości 400 m n.p.m., w odległości 1 km od granicy słowackiej. Do 1943 roku przez ponad 200 lat była zamieszkana przez ludność polską.

## Struktura wsi
Derenk był wsią bez wyraźnego centrum, o strukturze jednoulicznej. Domy z budynkami gospodarczymi były rozłożone po dwóch stronach ulicy o długości ok. 1,5 km. To, że Derenk leży w dolinie, początkowo utrudniało, później już uniemożliwiało rozbudowanie wsi. Miejscowi zaczęli budować dla swych dzieci domy na swoich polach, co doprowadziło później do całkowitego zabudowania wsi. Proces ten skończył się po pierwszej wojnie światowej, kiedy biedniejsi, którzy poszli na front, dostali ziemie w innym miejscu. W tym czasie wieś uzyskała ostateczną formę.

## Historia
Derenk był wsią założoną w okresie średniowiecza i należącą kolejno do rodzin Bebeków, hrabiów Csákych, książąt Esterházych. Liczba ludności spadła w okresie panowania tureckiego i powstania Rakoczego, aż w końcu w roku 1711 w wyniku epidemii dżumy wieś całkiem wymarła. Wtedy, w latach 1717–1720, wieś zaludniono góralami pochodzącymi ze Spisza i Podhala. Potwierdzają to dane archiwalne, na przykład zapis Mátyása Béli na temat Derenku w rozdziale poświęconym komitatowi Torna w jego Notitia Hungariae: "Polonis noviter impopulata".
Ludność wsi oscylowała około pięciuset mieszkańców: w 1833 roku było ich 507, w 1852 - 418, w 1869 - 392 osoby, w 1900 - 367, w 1910 - 373, w 1920 - 416, w 1930 - 439 a w 1941 - 443 osoby.
W 1938 roku regent Węgier Miklós Horthy chcąc rozszerzyć istniejące tereny myśliwskie zaczął stopniowo wysiedlać ludność. W 1943 roku cała wieś została zburzona, poza dawną szkołą, która miała służyć jako kwatera myśliwska. Ludność przesiedlono głównie do Emőd-Istvánmajor a także do Ládbesenyő-Andrástanya oraz Emőd, Mezőnyárád, Szendrő, Tiszaszederkény, Tóharaszt i Vatta. Tak przestało istnieć skupisko polskie na Węgrzech, którego mieszkańcy - do dziś - przez niemal 300 lat zachowali tożsamość etniczną i język.

## Zabytki
Jedynie co zostało z miejscowości to kapliczka zbudowana na miejscu kościoła oraz budynek szkoły, w którym znajduje się muzeum poświęcone historii i mieszkańcom wsi Derenk, jak również cmentarz.

## Pamięć
Co roku, od 1990 na ruinach najstarszej polskiej wsi na Węgrzech, zazwyczaj w trzecią niedzielę lipca ma miejsce odpust polonijny. Organizatorami są Wojewódzki Samorząd Polski oraz Zrzeszenie Polskich Samorządów Mniejszościowych komitatu Borsod-Abaúj-Zemplén, przy wsparciu Ambasady RP na Węgrzech.
Kilka potomkiń mieszkańców Derenka stworzyło zespół ludowy Drenka Polska, który wykonuje tradycyjne piosenki ze wsi.

## Popularne nazwiska w Derenku
Popularne nazwiska w Derenku: 
- Bubenko
- Budinszki
- Gogalya
- Krajnych
- Kreheléy
- Kustevan
- Mizerak
- Munka
- Nagy
- Remias
- Sifari
- Szabados
- Tatray
- Verebb
- Voda

## Galeria

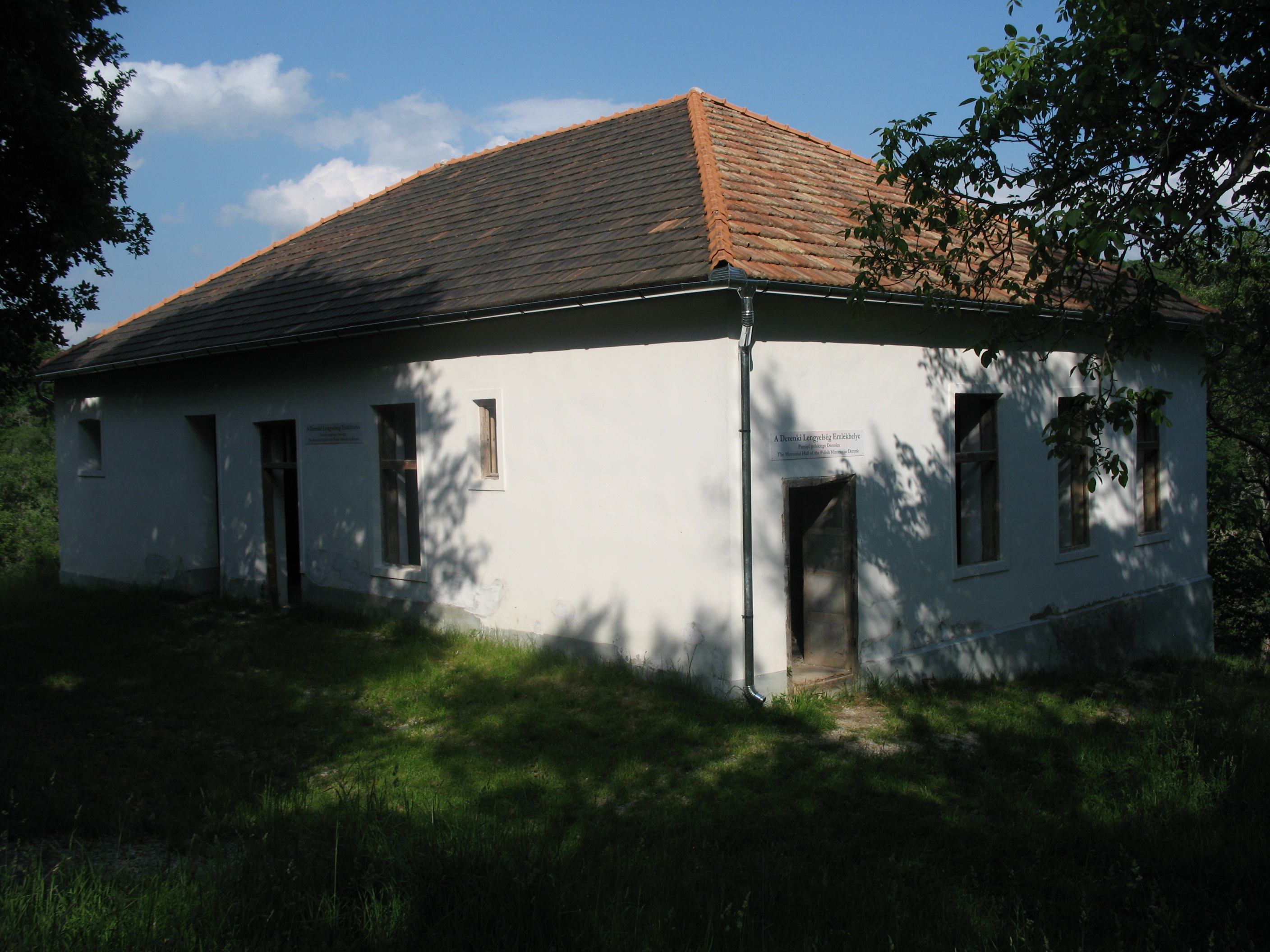
Była szkoła, obecnie muzeum
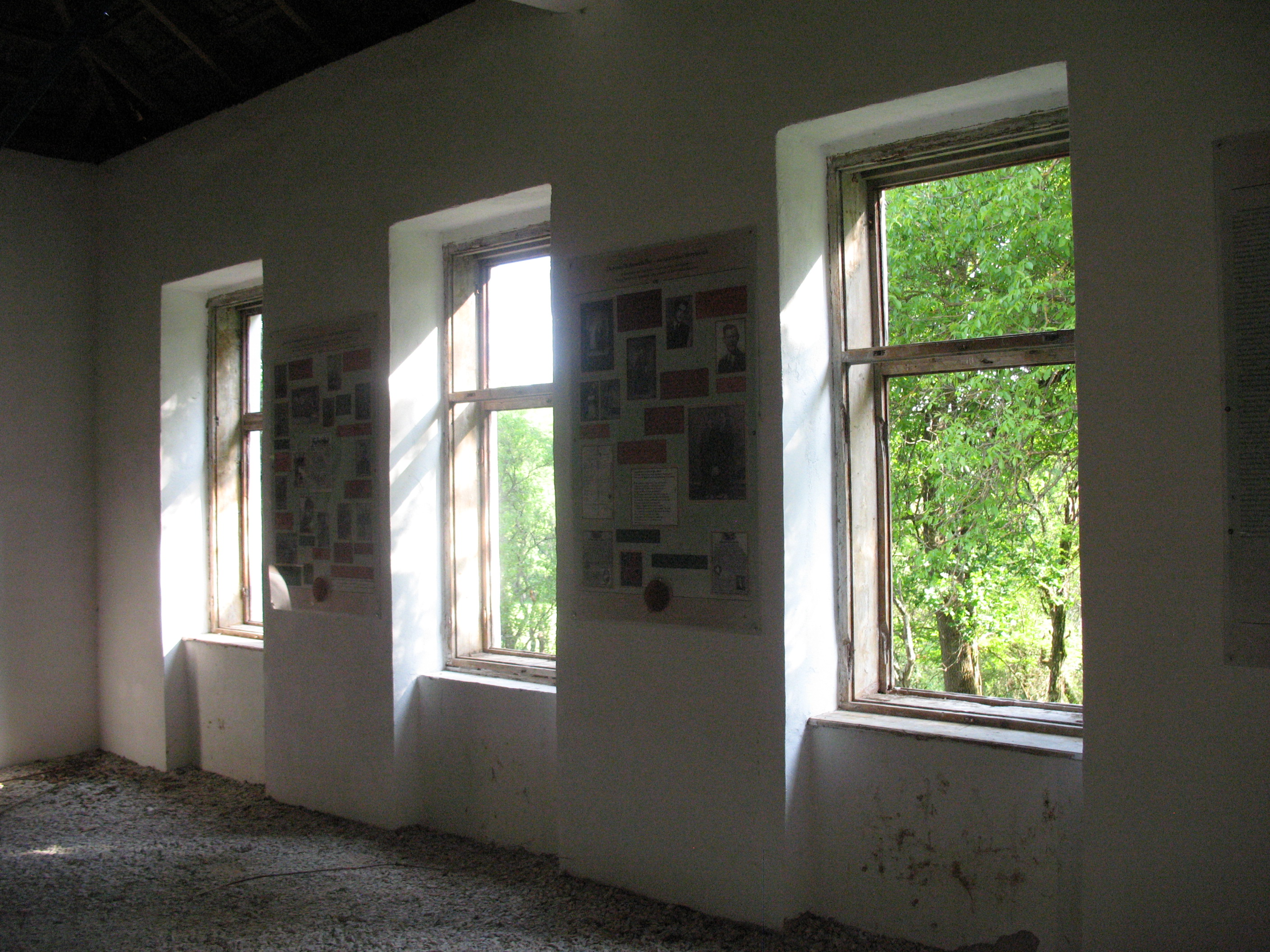
Wnętrze muzeum
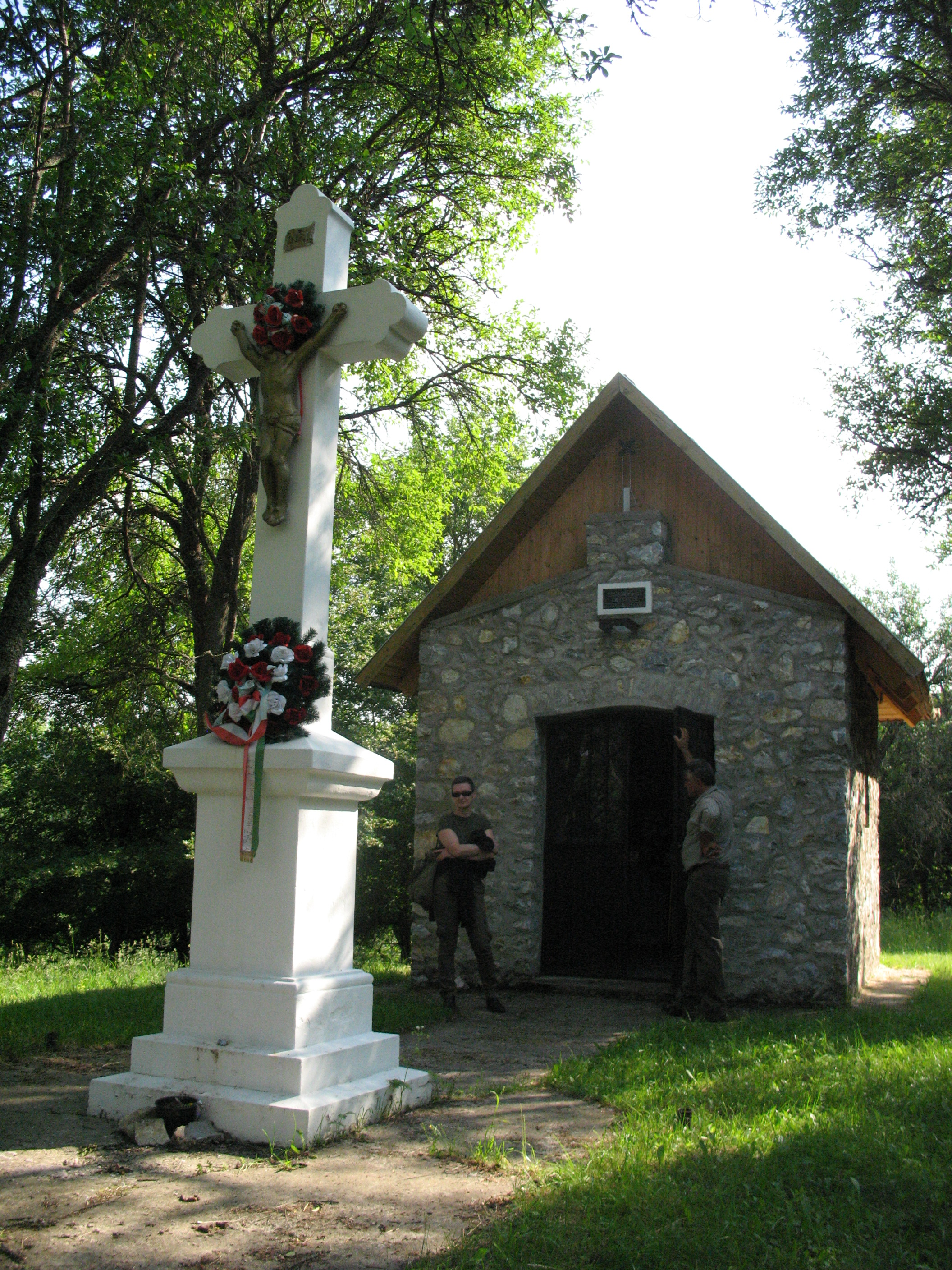
Kapliczka
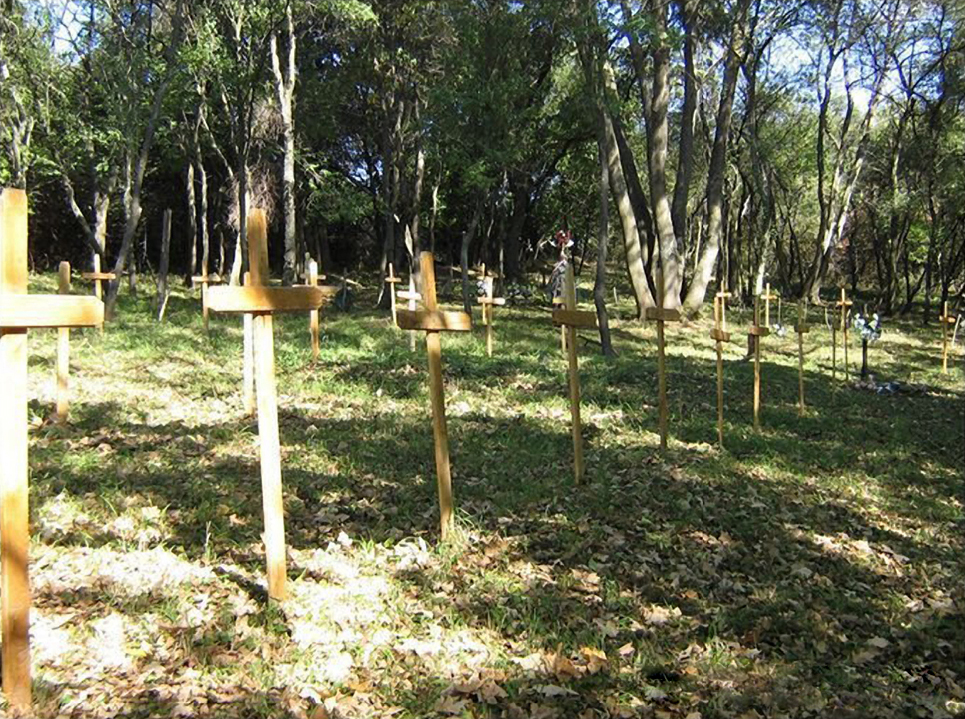
Cmentarz w Derenku
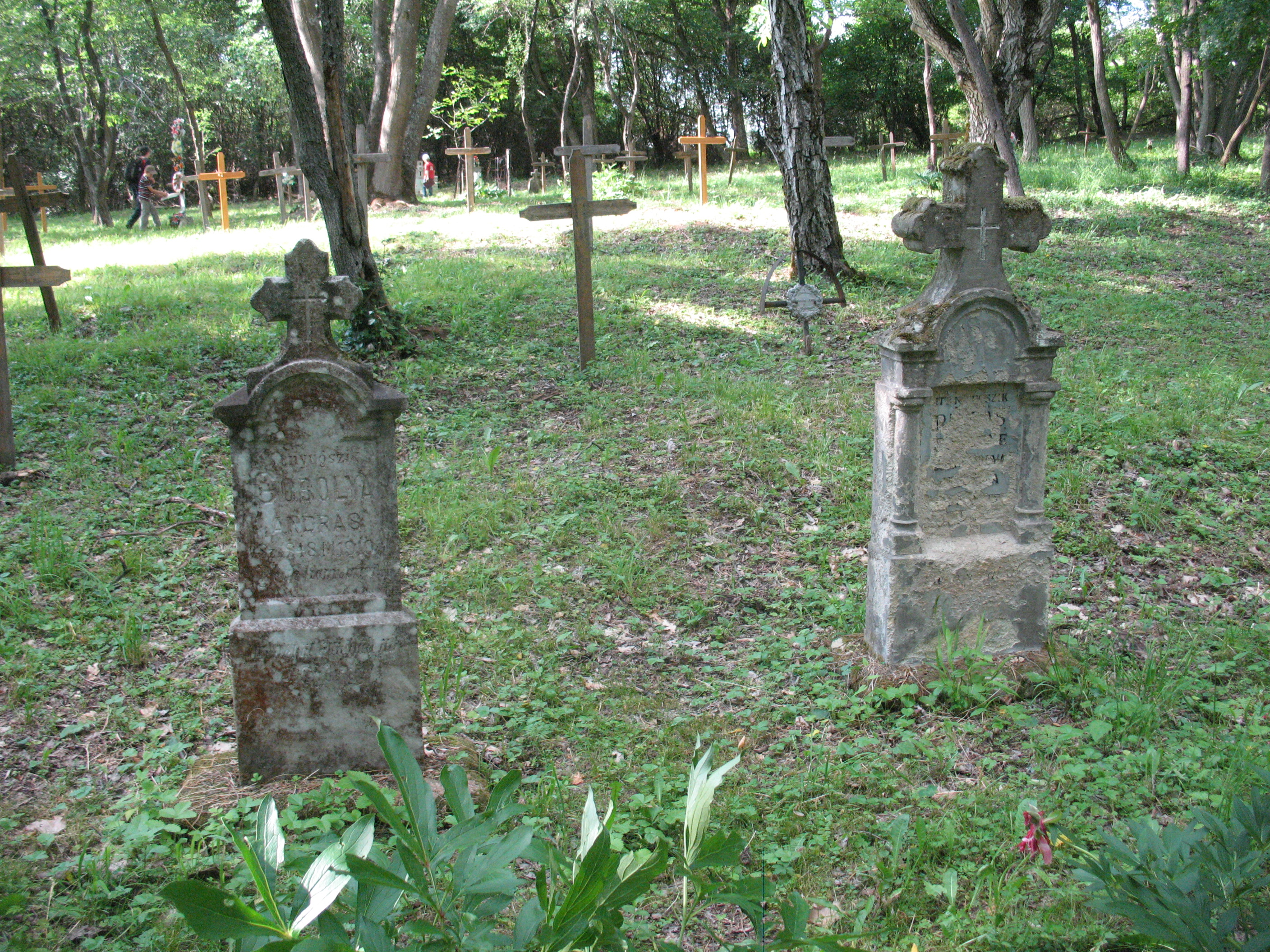
Stare groby na cmentarzu
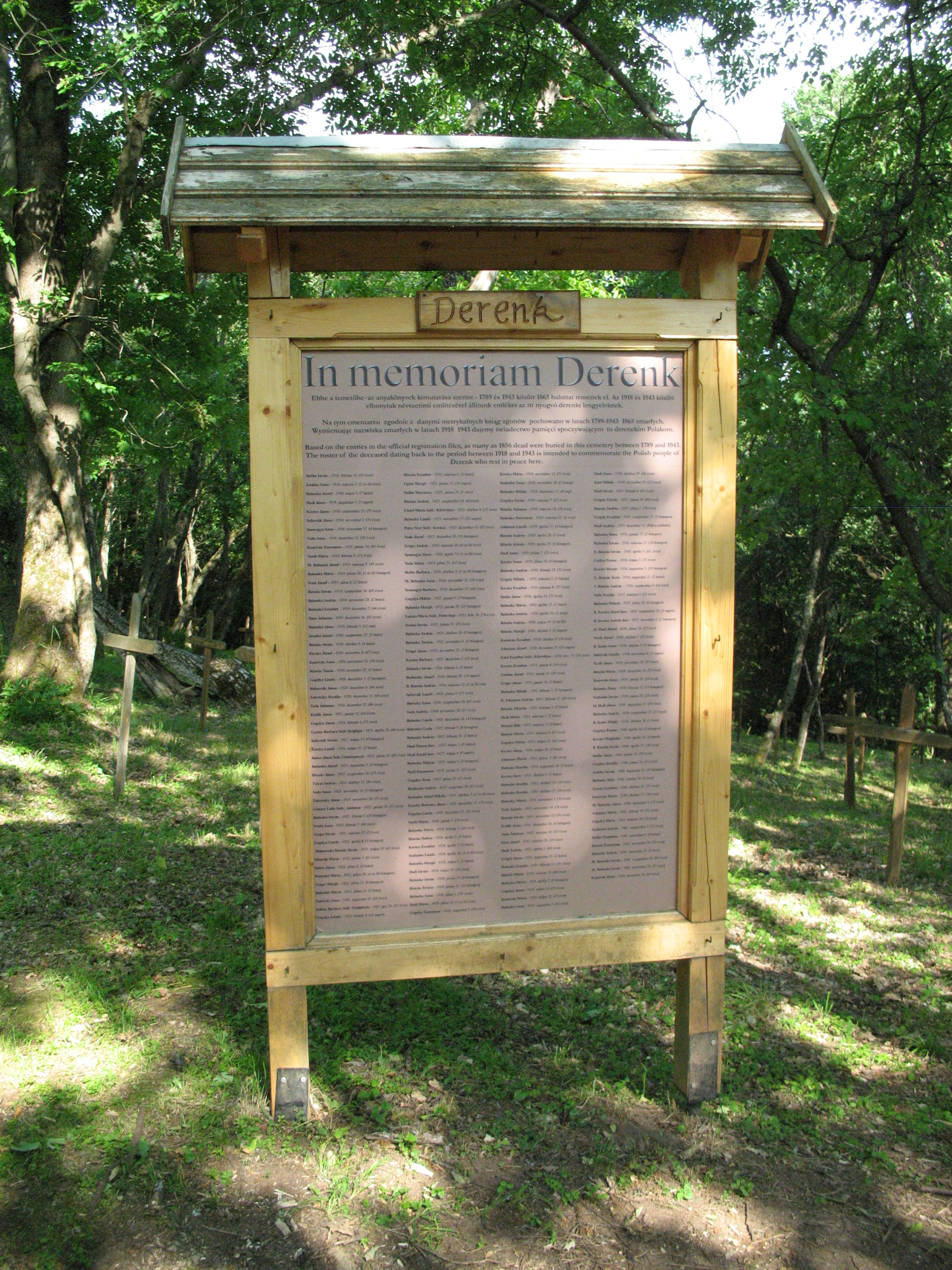
Tablica z listą pochowanych na cmentarzu
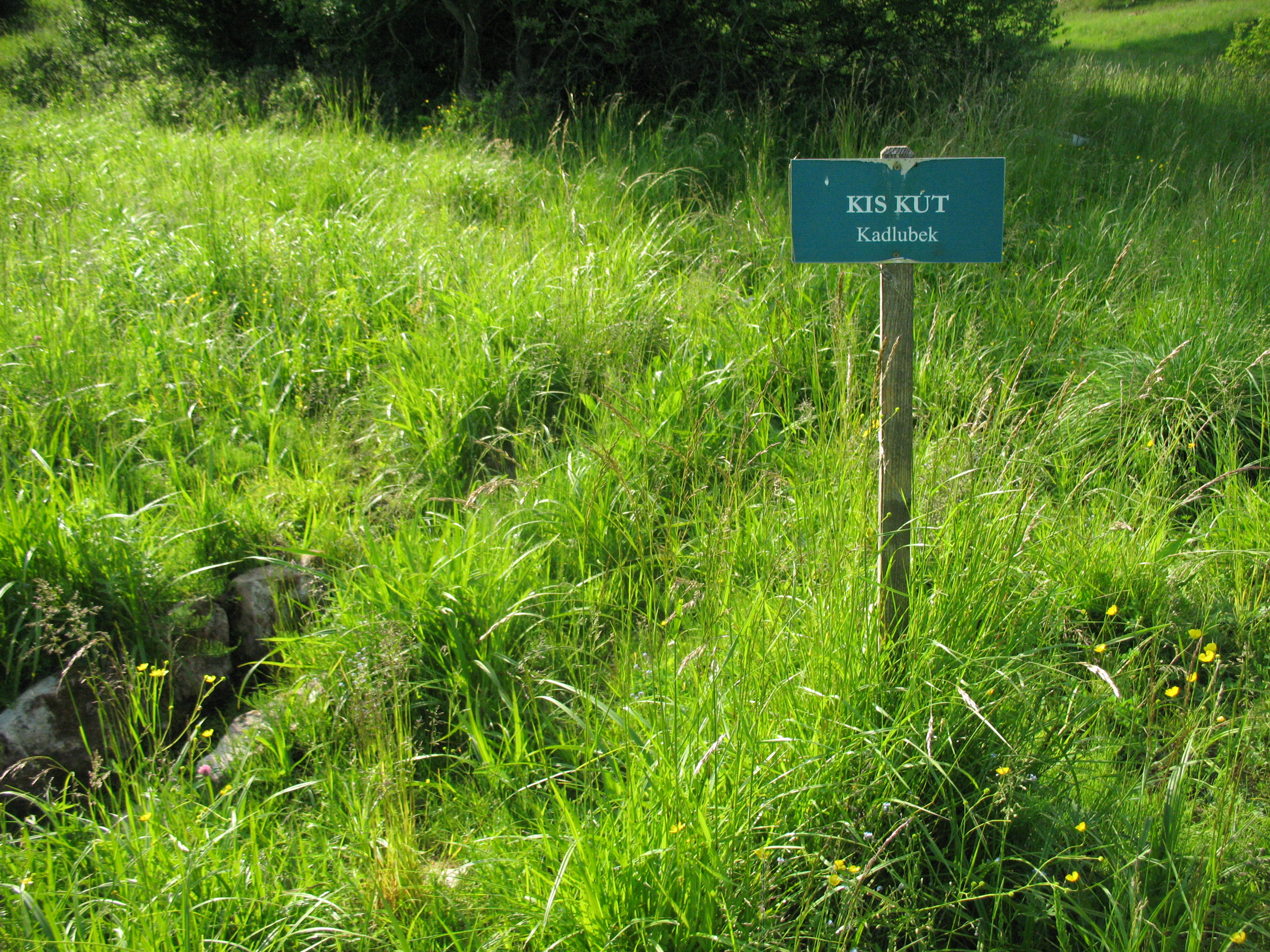
Tablica oznaczająca źródło Kadłubek
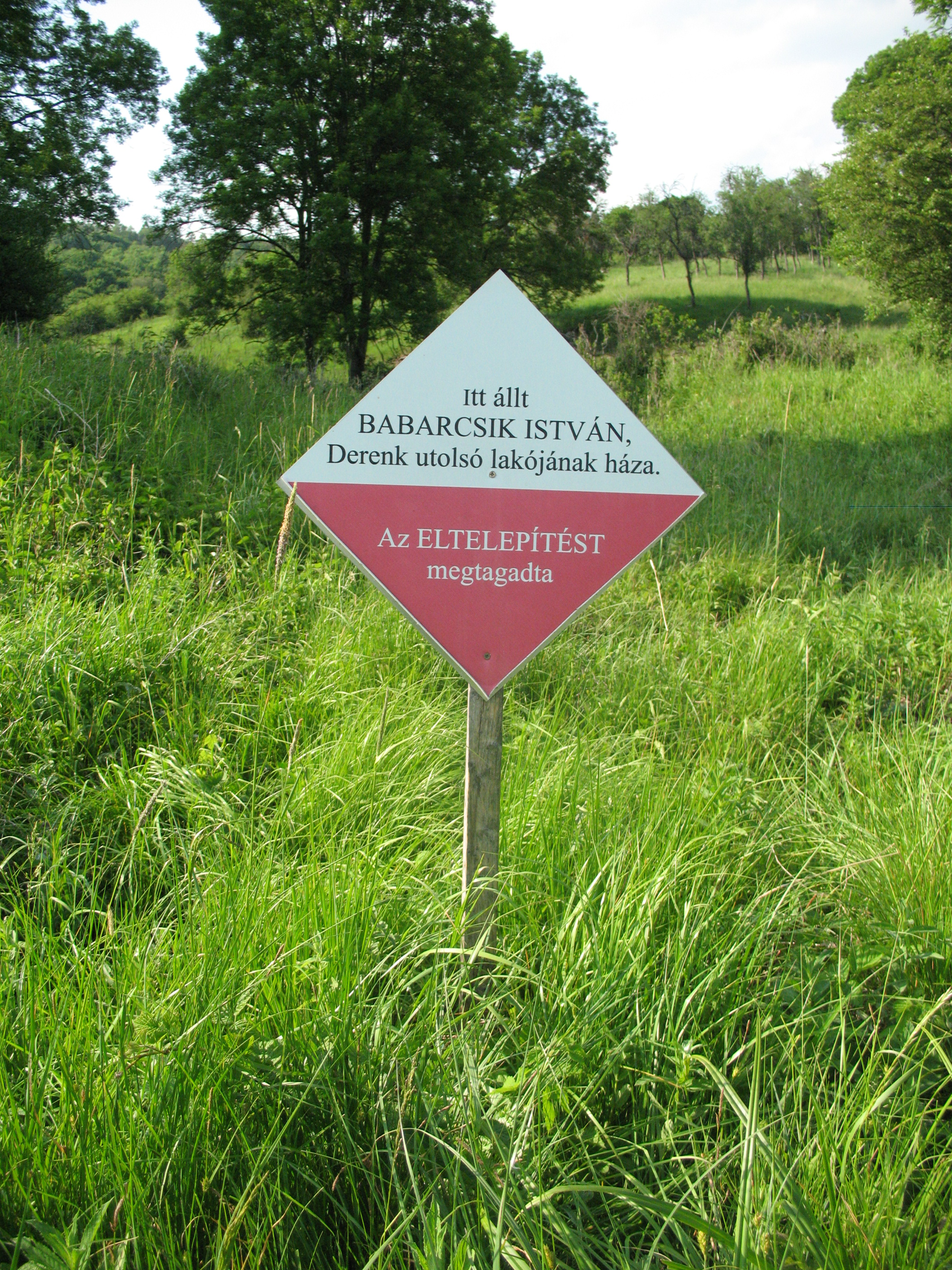
Tablica na miejscu domu ostatniego mieszkańca Derenku, Istvána Babarcsika
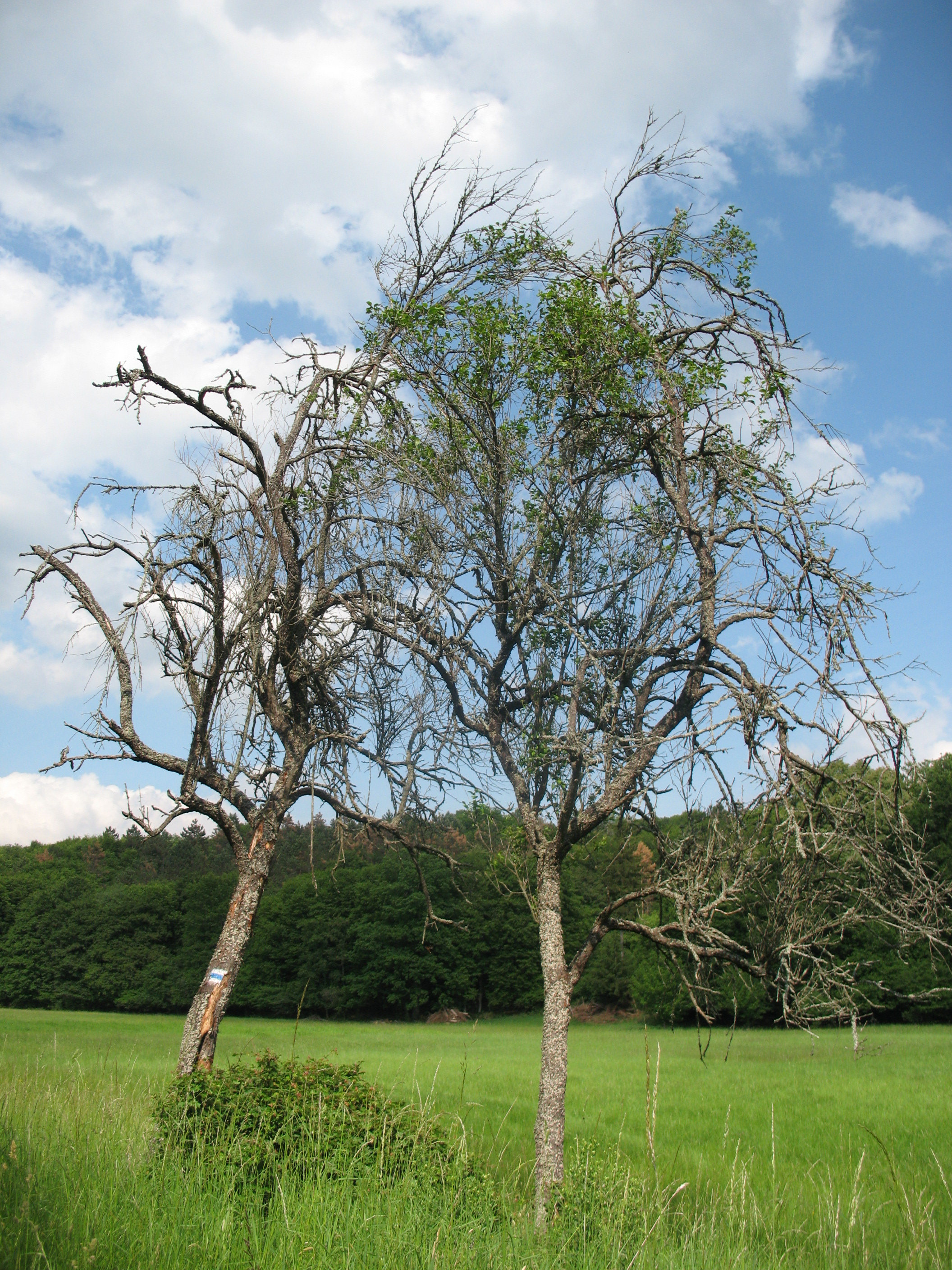
Stare drzewa owocowe w Derenku